# جيمس إي. غريفز جونيور
جيمس إي. غريفز جونيور (بالإنجليزية: James E. Graves, Jr.)‏ هو محامي وقاضي أمريكي، ولد في 19 نوفمبر 1953 في كلينتون في الولايات المتحدة.

## وصلات خارجية
- جيمس إي. غريفز جونيور على موقع إن إن دي بي (الإنجليزية)